# Barrandov Studio

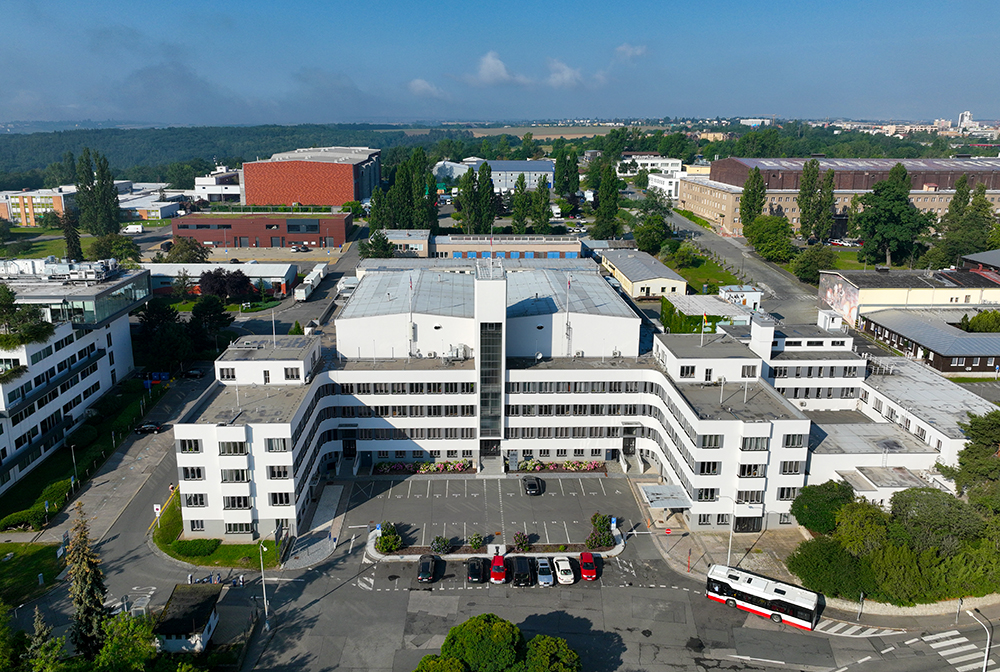
Barrandov Studio, főépület

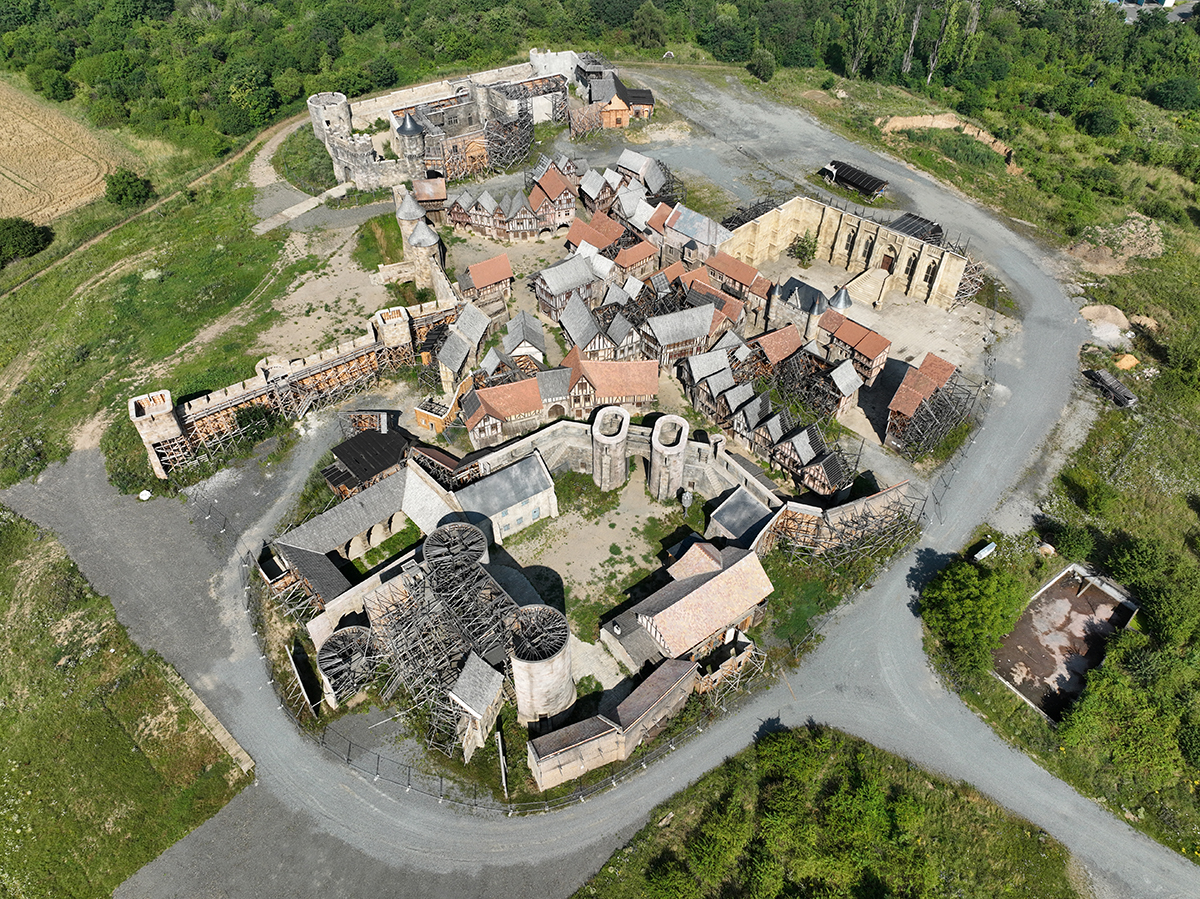
Középkori város állandó díszlet

A Barrandov Studios (Barrandov Stúdiók) Európa egyik legnagyobb és legrégibb filmgyártó komplexuma Prágában. A magyar filmstúdiók legnagyobb versenytársa a régióban. Számos itt forgatott film nyert Oscar-díjat.
Története összefonódott a Havel családéval. Az 1930-as években alapította két testvér, Miloš Havel (1899-1968) és a későbbi cseh köztársasági elnök apja, Václav M. Havel (1897-1979). A stúdiókban azóta több, mint 2500 cseh és külföldi filmet forgattak.
A Barrandovnak 14 stúdiója van, 10 a fő komplexumban és még négy egy másik közeli, Hostivarnak nevezett telephelyen. A komplexumokhoz 160 ezer négyzetméternyi kiszolgáló épület tartozik.
A legnagyobb stúdió, a MAX 4164 négyzetméter alapterületű, magassága 13,75 meter.

## Itt forgatott filmek (válogatás)

### 1960-as évek
- Limonádé Joe (1964) Oldrich Lipský
- The Shop on Main Street (1965)
- Egy szöszi szerelme (1965) Miloš Forman
- Szigorúan ellenőrzött vonatok (1966) Jiří Menzel
- Tűz van, babám! (1967) Miloš Forman

### 1970-es évek
- Három mogyoró Hamupipőkének (Tři oříšky pro Popelku) (1973)

### 1980-as évek
- Yentl (1983)
- Amadeus (1984)
- Én kis falum (1985)
- Borisz Godunov (1986)
- Radikalni rez (1983)

### 1990-es évek
- Kafka (1991)
- The Elementary School (1991)
- Az ifjú Indiana Jones kalandjai (1992)
- Sztálingrád (1993)
- Halhatatlan kedves (1994)
- Underground (1995)
- Kolja (1996)
- Mission: Impossible (1996)
- Hófehérke - A terror meséje (1997)
- Nyomorultak (1998)
- Egetverő szenzáció (My Giant) (1998)
- Doktor Zsiványok (1999)
- Farkaséhség (1999)

### 2000-től
- Sárkányok háborúja (Dungeons & Dragons) (2000)
- Lovagregény (A Knight's Tale) (2001)
- A pokolból (From Hell) (2001)
- A királyné nyakéke (2001)
- A Bourne-rejtély (The Bourne Identity) (2002)
- XXX (2002)
- Penge 2. (2002)
- Rossz társaság (2002)
- Hart háborúja (2002)
- A Dűne gyermekei (2002)
- A szövetség (The League of Extraordinary Gentlemen) (2002)
- Hitler - A Sátán felemelkedése (2003)
- Londoni csapás (Shanghai Knights) (2003)
- Szabadság, szerelem (Chasing Liberty) (2004)
- Én és a Hercegem (The Prince and Me) (2004)
- Alien vs. Predator (2004)
- Pokolfajzat (2004)
- Van Helsing (2004)
- Euro túra (2004)
- Oliver Twist (2005)
- Grimm (2005)
- Doom (2005)
- A Sound of Thunder (2005)
- Minden vilángol (Everything Is Illuminated) (2005)
- Hostel (2006)
- Narnia Krónikái: Az oroszlán, a boszorkány és a ruhásszekrény (The Chronicles of Narnia: The Lion, the Witch and the Wardrobe) (2005)
- Trisztán és Izolda (2006)
- Az utolsó vakáció (2006)
- The Illusionist (2006)
- Ómen (2006)
- Casino Royale (2006)
- Hannibál ébredése (2007)
- Hostel: Part 2 (2007)
- Babylon A.D. (2007)
- Narnia Krónikái: Caspian herceg (2007)